# Українка (Бобровицька міська громада)
Украї́нка — село в Україні, у Бобровицькій міській громаді Ніжинського району Чернігівській області.

## Історія
Село засноване 1924 року.
З 1924 по 1959 рік  - в складі Новобасанського району Чернігівської області. 1959-2020 - в складі Бобровицького району.
19 травня 2017 року Гаврилівська сільська рада, в ході децентралізації, об'єднана з іншими радами в Бобровицьку міську громаду.
12 червня 2020 року, відповідно до розпорядження Кабінету Міністрів України № 730-р «Про визначення адміністративних центрів та затвердження територій територіальних громад Чернігівської області», увійшло до складу Бобровицької міської громади.
19 липня 2020 року, в результаті адміністративно-територіальної реформи та ліквідації Бобровицького району, увійшло до складу Ніжинського району Чернігівської області.

## Населення

### Мова
Розподіл населення за рідною мовою за даними перепису 2001 року:
| Мова       | Кількість | Відсоток |
| ---------- | --------- | -------- |
| українська | 38        | 100%     |